# 汉阳城
汉阳城是闽越的“拒汉六城”之一，遗址在今福建省南平市浦城县仙阳镇管九村溪东自然村大王塝山，东临南浦溪的上游柘溪。在汉平东越之战中，投靠西汉的原闽越越衍侯吴阳曾率部700人攻打驻扎在汉阳城的东越王余善的军队。城址由东西两城址组成，东城平面近似三角形，西城平面呈正方形；东城西南角有一座圆土墩，经钻探，距地表1.5米处存有灰烬、烧土、瓦片等。